# 音楽室は秘密基地
「音楽室は秘密基地」（おんがくしつはひみつきち）は、SHISHAMOの楽曲。オリジナル・アルバム『SHISHAMO 4』に収録されている。2017年2月・3月に、NHKの音楽番組『みんなのうた』で放送された。

## 楽曲解説
- NHK『みんなのうた』に書き下ろされた楽曲。作詞・作曲を手掛けた宮崎は、幼少期によく『みんなのうた』を観ていたという。特に印象に残っていたのは物語性のある曲だったため、自分もストーリーを重視した作品を制作したいと思っていた[2]。
- 番組からは“学校”のキーワードをもらった。そこから、「転校生の女の子が、放課後にピアノを弾く先生と出会い、音楽室が2人にとっての居場所になる」という歌詞の世界が生まれた[3]。宮崎は「大人になった女性が子どもの頃を思い出している歌なので、子どもたちだけじゃなく大人が聴いても感じるものがあったらいいなと思う」と話している[2]。
- 曲に登場するピアノは宮崎が弾いている。SHISHAMOが夏フェスの『RUSH BALL』に出演した翌日、大阪のライブハウスにあったピアノを借りてデモを録音した[4]。
- 2019年8月・9月、SHISHAMOは「君の隣にいたいから」で『みんなのうた』に再び起用された[5]。
- 2022年11月15日放送のTOKYO FM『TOKYO SPEAKEASY』にて、SHISHAMOと対談した漫画家の安斎かりんは「起承転結が完璧で大好きな曲」だと絶賛している[6]。

## 収録アルバム
- 『SHISHAMO 4』
- 『SHISHAMO 4 NO SPECIAL BOX』